# Eye of Providence
Eye of Providence è il quarto album in studio del gruppo musicale canadese The Agonist, pubblicato il 23 febbraio 2015 a livello internazionale e il 24 febbraio 2015 nel Nord America.

## Il disco
Si tratta della prima pubblicazione del gruppo realizzata con Vicky Psarakis alla voce, la quale ha sostituito Alissa White-Gluz nel corso del 2014.
Ad anticiparne la pubblicazione sono stati il singolo Disconnect Me, reso disponibile per il download digitale a partire dal 29 aprile 2014, e i videoclip di tre brani: Gates of Horn and Ivory, My Witness, Your Victim e Gentle Disease, pubblicati tra il 16 gennaio e l'11 febbraio 2015.

## Tracce
1. Gates of Horn and Ivory – 3:25
2. My Witness, Your Victim – 4:47
3. Danse Macabre – 4:01
4. I Endeavor – 4:08
5. Faceless Messenger – 5:00
6. Perpetual Notion – 4:34
7. A Necessary Evil – 3:44
8. Architects Hallucinate – 4:30
9. Disconnect Me – 3:32
10. The Perfect Embodiment – 5:13
11. A Gentle Disease – 3:45
12. Follow the Crossed Line – 4:11
13. As Above, So Below – 7:57

## Formazione
- Vicky Psarakis – voce
- Danny Marino – chitarra
- Pascal "Paco" Jobin – chitarra
- Chris Kells – basso
- Simon McKay – batteria

## Classifiche
| Classifica (2015)        | Posizione massima |
| ------------------------ | ----------------- |
| Stati Uniti (heatseeker) | 17                |